# Hypsiboas rufitelus
Espèce
Synonymes
- Hyla rufitela Fouquette, 1961

Statut de conservation UICN

 LC  : Préoccupation mineure
Hypsiboas rufitelus est une espèce d'amphibiens de la famille des Hylidae.

## Répartition
Cette espèce se rencontre jusqu'à 650 m d'altitude au Panamá, au Costa Rica et au Nicaragua.

## Publication originale
- Fouquette, 1961 : Status of the Frog Hyla albomarginata in Central America. Fieldiana, Zoology, vol. 39, no 55, p. 595-601 (texte intégral).